# 阿卜杜勒-拉蒂夫·菲拉利
阿卜杜勒-拉蒂夫·菲拉利博士（阿拉伯语：‎，1928年1月26日—2009年3月20日），生于摩洛哥非斯。1994年5月25日任摩洛哥首相，1998年2月4日去职。1950年代曾任聯合國摩洛哥常駐代表、摩洛哥駐阿爾及利亞、英國與西班牙等國的外交大使，1965至67年間為摩洛哥駐中華人民共和國大使。2009年3月20日在法國巴黎的安托萬·貝克萊爾醫院病逝。